# Pholadoblatta inusitata
Pholadoblatta inusitata är en kackerlacksart som först beskrevs av Rehn, J. A. G. 1906.  Pholadoblatta inusitata ingår i släktet Pholadoblatta och familjen Polyphagidae. Inga underarter finns listade i Catalogue of Life.